# Serdar Aziz
Serdar Aziz (ur. 23 października 1990 w Osmangazi) – turecki piłkarz, grający na pozycji środkowego obrońcy w tureckim klubie Fenerbahçe SK oraz w reprezentacji Turcji.

## Kariera klubowa
Swoją karierę piłkarską Aziz rozpoczął w klubie Bursaspor, w którym w 2000 roku podjął treningi. W 2007 roku został wypożyczony do klubu Bursa Merinosspor i w sezonie 2007/2008 grał w nim w trzeciej lidze tureckiej. Latem 2008 wrócił do Bursasporu. 25 października 2008 zadebiutował w nim w Süper Lig w przegranym 2:5 wyjazdowym meczu z Fenerbahçe SK. W sezonie 2009/2010 nie rozegrał żadnego ligowego meczu, a Bursaspor wywalczył w nim mistrzostwo kraju, swoje pierwsze w historii. Latem 2010 Aziz zdobył z Bursasporem Superpuchar Turcji. W sezonach 2011/2012 i 2014/2015 dotarł z Bursasporem do finału Pucharu Turcji. W obu przypadkach Bursaspor przegrał (odpowiednio 0:4 z Fenerbahçe i 2:3 z Galatasaray SK).
W 2016 roku przeszedł do Galatasaray SK.
| Sezon   | Klub              | Kraj   | Rozgrywki | Mecze | Bramki |
| ------- | ----------------- | ------ | --------- | ----- | ------ |
| 2007/08 | Bursa Merinosspor | Turcja | 3. Lig    | 11    | 0      |
| 2008/09 | Bursaspor         | Turcja | Süper Lig | 6     | 1      |
| 2009/10 | Bursaspor         | Turcja | Süper Lig | 0     | 0      |
| 2010/11 | Bursaspor         | Turcja | Süper Lig | 15    | 0      |
| 2011/12 | Bursaspor         | Turcja | Süper Lig | 29    | 2      |
| 2012/13 | Bursaspor         | Turcja | Süper Lig | 19    | 0      |
| 2013/14 | Bursaspor         | Turcja | Süper Lig | 20    | 1      |
| 2014/15 | Bursaspor         | Turcja | Süper Lig | 27    | 1      |
| 2015/16 | Bursaspor         | Turcja | Süper Lig | 21    | 2      |
| 2016/17 | Galatasaray SK    | Turcja | Süper Lig | 5     | 0      |
| 2017/18 | Galatasaray SK    | Turcja | Süper Lig | 16    | 0      |

## Kariera reprezentacyjna
Aziz grał w młodzieżowych reprezentacjach Turcji. W 2009 roku wystąpił z reprezentacją Turcji U-19 na Mistrzostwach Europy U-19. W reprezentacji Turcji zadebiutował 16 listopada 2014 roku w wygranym 3:1 meczu w eliminacjach do Euro 2016 z Kazachstanem, rozegranym w Stambule. W 83. minucie tego meczu strzelił swojego pierwszego gola w kadrze narodowej.